# Piteå stadsförsamling
Piteå stadsförsamling var en församling i Luleå stift och i Piteå kommun. Församlingen uppgick 2010 i Piteå församling.

## Administrativ historik
Församlingen bildades 1686 genom en utbrytning ur Piteå landsförsamling. 1 januari 1940, enligt beslut den 31 mars 1939, överfördes till Piteå stadsförsamling från Piteå landsförsamling vissa områden med 838 invånare omfattande en areal av 2,86 km², varav 2,46 km² land. Samtidigt överfördes andra områden i motsatt riktning med 147 invånare omfattande en areal av 0,73 km², varav allt land. 1 januari 1941 (enligt beslut 15 mars 1940) överfördes ett obebott område omfattande en areal av 8,40 km², varav 8,07 km² land från Piteå stadsförsamling till Älvsby församling.
1 januari 1971, enligt beslut den 3 april 1970, överfördes från Piteå stadsförsamling till Byske församling i  Västerbottens län ett obebott område med en areal av 4,62 km², varav 4,32 km² land. Området bestod av fastigheten Romelsön 1:1 som omfattade ön Romelsön.
Piteå stadsförsamling uppgick 1 januari 2010 i Piteå församling.

### Pastorat
Från 1686 var stadsförsamlingen annexförsamling till 1 maj 1901 i Piteå landsförsamlings pastorat, vilket också omfattade Älvsby församling mellan 1809 och 1895. Från 1 maj 1901 utgjorde stadsförsamlingen eget pastorat.

## Areal
Piteå stadsförsamling omfattade den 1 januari 1911 en areal av 35,70 km², varav 35,60 km² land. På 1930-talet justerades Piteå stads totalareal och siffran angavs vara 23,25 km² större, eller 58,95 km². Den 1 januari 1952 omfattade församlingen en areal av 52,68 km², varav 45,15 km² land. Dessa arealsiffror var baserade på Generalstabskartan i skala 1:100 000 över Norrbottens län upprättad 1876-1897. Efter nymätningar och arealberäkningar färdiga den 1 januari 1954 baserade på nya kartor (ekonomiska kartan i skala 1:10 000) omfattade församlingen den 1 januari 1961 en areal av 46,54 km², varav 43,40 km² land. Piteå stadsförsamling omfattade den 1 januari 1986 en areal av 41,9 km², varav 39,1 km² land.

## Befolkningsutveckling
| Befolkningsutvecklingen i Piteå stadsförsamling 1805–2005 | Befolkningsutvecklingen i Piteå stadsförsamling 1805–2005 | Befolkningsutvecklingen i Piteå stadsförsamling 1805–2005 | Befolkningsutvecklingen i Piteå stadsförsamling 1805–2005 | Befolkningsutvecklingen i Piteå stadsförsamling 1805–2005 |
| --- | --------------------------------------------------------- | --------------------------------------------------------- | --------------------------------------------------------- | --------------------------------------------------------- |
| |                                                           |                                                           |                                                           |                                                           |
| År |                                                           |                                                           | Folkmängd                                                 |                                                           |
| 1805 | 1805                                                      |                                                           | 899                                                       |                                                           |
| 1810 | 1810                                                      |                                                           | 634                                                       |                                                           |
| 1820 | 1820                                                      |                                                           | 967                                                       |                                                           |
| 1830 | 1830                                                      |                                                           | 1 216                                                     |                                                           |
| 1840 | 1840                                                      |                                                           | 1 172                                                     |                                                           |
| 1850 | 1850                                                      |                                                           | 1 405                                                     |                                                           |
| 1860 | 1860                                                      |                                                           | 1 554                                                     |                                                           |
| 1870 | 1870                                                      |                                                           | 1 800                                                     |                                                           |
| 1880 | 1880                                                      |                                                           | 2 337                                                     |                                                           |
| 1890 | 1890                                                      |                                                           | 2 691                                                     |                                                           |
| 1900 | 1900                                                      |                                                           | 2 655                                                     |                                                           |
| 1910 | 1910                                                      |                                                           | 2 632                                                     |                                                           |
| 1920 | 1920                                                      |                                                           | 3 043                                                     |                                                           |
| 1930 | 1930                                                      |                                                           | 3 102                                                     |                                                           |
| 1935 | 1935                                                      |                                                           | 3 405                                                     |                                                           |
| 1940 | 1940                                                      |                                                           | 4 259                                                     |                                                           |
| 1945 | 1945                                                      |                                                           | 4 895                                                     |                                                           |
| 1950 | 1950                                                      |                                                           | 5 568                                                     |                                                           |
| 1955 | 1955                                                      |                                                           | 6 466                                                     |                                                           |
| 1960 | 1960                                                      |                                                           | 7 402                                                     |                                                           |
| 1965 | 1965                                                      |                                                           | 8 470                                                     |                                                           |
| 1970 | 1970                                                      |                                                           | 9 439                                                     |                                                           |
| 1975 | 1975                                                      |                                                           | 10 058                                                    |                                                           |
| 1980 | 1980                                                      |                                                           | 10 186                                                    |                                                           |
| 1985 | 1985                                                      |                                                           | 10 147                                                    |                                                           |
| 1990 | 1990                                                      |                                                           | 10 945                                                    |                                                           |
| 1995 | 1995                                                      |                                                           | 11 506                                                    |                                                           |
| 2000 | 2000                                                      |                                                           | 11 593                                                    |                                                           |
| 2005 | 2005                                                      |                                                           | 11 955                                                    |                                                           |
| Anm: För åren 1805-1945: befolkning enligt folkräkning 31 december enligt den administrativa indelningen den 1 januari följande år. 1950 avser befolkning enligt folkräkning den 31 december enligt den administrativa indelningen den 1 januari 1952. 1960-1970 avser befolkning enligt folkräkning den 1 november enligt den administrativa indelningen den 1 januari följande år. För åren 1955 samt 1975-2005: befolkning 31 december enligt den administrativa indelningen den 1 januari följande år. |                                                           |                                                           |                                                           |                                                           |

## Kyrkoherdar
| Ämbetstid | Namn                 | Levnadstid | Övrigt                                |
| --------- | -------------------- | ---------- | ------------------------------------- |
| 1901–1908 | Gustaf Hörnström     |            | Senare kyrkoherde i Nätra församling. |
| 1908–     | Jonas Alfred Edström | 1864–      |                                       |

### Komministrar
| Ämbetstid | Namn                   | Levnadstid | Övrigt                                      |
| --------- | ---------------------- | ---------- | ------------------------------------------- |
| 1683–1690 | Samuel Hortelius       |            | Senare komminister i Piteå landsförsamling. |
| 1690–1691 | Isac Aug. Bång         | 1661–1691  |                                             |
| 1692–1695 | Mårten Beckman         |            |                                             |
| 1696–1731 | Erik Er. Lönnberg      | 1659–1731  |                                             |
| 1732–1774 | Michael Wikman         | 1693–      |                                             |
| 1775–1789 | Jöns Pihlgren          | 1733–1789  |                                             |
| 1790–1796 | Jonas Backman          | 1759–1796  |                                             |
| 1797–1809 | Israel Magnus Granlund |            | Senare komminister i Piteå landsförsamling. |
| 1811–1822 | Hans Sehlstedt         |            |                                             |
| 1823–1842 | Johan Schmaltz         |            |                                             |
| 1842–1847 | Jakob Dahlberg         |            | Senare kyrkoherde i Råneå församling.       |
| 1847–1855 | Anders Aron Stecksén   |            | Senare kyrkoherde i överluleå församling.   |
| 1855–1860 | Johan Læstadius        | 1815–1895  | Senare kyrkoherde i Jokkmokks församling.   |
| 1862–1865 | Gustaf Wilhelm Nygren  |            | Senare komminister i Älvsby församling.     |
| 1865–1898 | Fabian Zacharias Grape | 1832–1898  |                                             |

## Kyrkor
- Piteå stadskyrka